# Calàbria
|  | Per a altres significats, vegeu «Calabria». |

Calàbria (en calabrès: Calàbbria, en italià: Calabria, en grecano o griko: Calavría, en grec: Καλαβρíα, en albanès Kalabria) és una regió d'Itàlia meridional. La capital, des que fossin introduïdes les regions, el 1970, és Catanzaro i la seu del consell regional és Reggio, que també és la ciutat més gran de Calàbria.

## Orografia

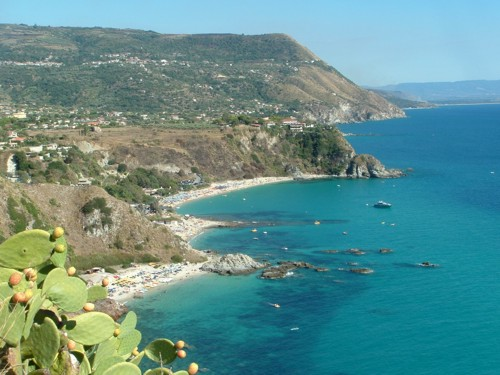
Capo Vaticano, Ricadi.

És una regió accidentada per l'extrem meridional dels Apenins i amb elevacions que oscil·len entre 1.800 i 2.300 m. La costa és, en general, retallada a la vora de la mar Tirrena i baixa i pantanosa a la vora de la mar Jònica, i ni l'una ni l'altra presenten bons ports naturals. Hi són freqüents els moviments sísmics violents. El clima és mediterrani a les àrees baixes i mitjanes; a les parts altes les temperatures són ostensiblement baixes, i les precipitacions —molt sovint de neu— són d'uns 1.400 mm anuals. La vegetació natural s'esglaona des de la Mediterrània occidental al nivell de la mar fins a les pastures alpines i els boscs de les altures, especialment al massís de la Sila (castanyers, faigs i coníferes).

## Població
El poblament és predominantment rural, i s'hi combinen l'explotació agrícola dispersa o masseria i els grans pobles de jornalers. La població ha crescut lentament en els temps moderns, a causa del migrat desenvolupament dels recursos naturals, l'antic domini de la malària, la freqüència dels terratrèmols, les poques facilitats de comunicació i l'emigració cap a altres regions d'Itàlia (Laci, Piemont i Llombardia) i del món, especialment als EUA. Els nuclis urbans principals són Reggio, Crotona, Catanzaro i Cosenza.

## Organització administrativa

Províncies de Calàbria.

S'ha produït una forta emigració cap al nord del país i la població actual és de 2.009.458 habitants (30 de juny del 2010) i té una densitat de població de 133,26 hab./km².
La capital és Catanzaro, que té 93.265 habitants (2010), però la ciutat més gran és Reggio Calabria, amb 186.077 habitants. Altres ciutats amb més de 50.000 habitants són: Lamezia Terme (71.107 h.), Cosenza (69.827 h.) i Crotona (61.529 h.).
Calàbria està dividida en quatre províncies i una ciutat metropolitana:
| Província                                  | Població |
| ------------------------------------------ | -------- |
| Província de Catanzaro                     | 368.318  |
| Província de Cosenza                       | 734.260  |
| Província de Crotona                       | 174.076  |
| Ciutat metropolitana de Reggio di Calabria | 565.813  |
| Província de Vibo Valentia                 | 166.760  |

## Economia
L'agricultura és el recurs més important (sobretot cítrics, i també blat, oliveres, vinya, arbres fruiters i farratge). La petita propietat domina al litoral tirrènic, mentre que la resta és en bona part regió de latifundi, i continua essent la regió més pobra de la península Itàlica. Altres activitats primàries són la pesca, la sericicultura i l'explotació de la sal gemma i del sofre. La industrialització és molt endarrerida, bé que últimament hi han estat instal·lades nombroses plantes hidroelèctriques. El nucli industrial més important és Crotona. Com a ports destaquen Reggio i Crotona.

## Història
Ja era habitada des del Paleolític.

### Període Itàlic
Calàbria es va poblar primer per les tribus itàliques (d'origen indoeuropeu) de parla osca. Dues d'aquestes tribus eren els enotris (que aproximadament es tradueix com a 'cultivadors de la vinya') i els ítals que haurien viscut essencialment a les zones costaneres. Els lucans varen viure al nord de Calàbria. Els Bruci que s'establiren a l'interior de Calàbria.

### Període grec
D'importància fonamental és el desembarcament dels grecs a la costa de Calàbria, els quals desposseïren de les seves terres al lucans (forçant-los a refugiar-se a l'interior del país i en la part nord de Calàbria). Els grecs es van barrejar amb altres pobles indígenes, donant lloc a una cultura híbrida grec-itàlica molt important durant els segles següents. Les colònies que van fundar van ser tan florents que se les va conèixer amb el nom de la Magna Grècia.
Entre els segles viii i iv aC van florir, a la costa, moltes ciutats importants de la Magna Grècia com Rhegio (Reggio de Calàbria), Kroton (Crotona), Locri Epizephyrii, Metauros (Gioia Tauro) i Sybaris, i nombroses sub-colònies fundades per les mateixes colònies.
De la Magna Grècia es pot destacar política i econòmicament les ciutats de Reggio, controlant l'estret de Messina i el sud de la Calàbria, Locri, a la part central de la regió, i Crotone, al nord. Amb contínues aliances i conflicte entre les tres potències regionals.
Posteriorment, amb la pressió dels pobles itàlics Bruzi i Lucani (que va conquerir gran part de les ciutats gregues), i amb l'arribada de Roma, la Magna Grècia va entrar en decadència.

### Període romà
Després de la conquesta pels romans al segle iii aC, el territori va prendre el nom de Brutium, però a excepció d'algunes ciutats aliades, per tant no sotmeses a l'autoritat de Roma, gran part de la regió no va ser capaç de recuperar la prosperitat del passat. Les ciutats de la Magna Grècia varen perdre el seu poder, bé degut a una aliança amb Roma (com en el cas de Reggio) o bé degut a la colonització romana (cas de Locri, Crotone i altres ciutats més petites). Les colònies amb dret llatí varen ser Copia al 194 aC i Vibo Valentia al 192 aC. Aquesta última va ser particularment important durant el segle i aC i al segle següent, i va albergar l'exèrcit i la flota de Cèsar i a continuació d'Octavi. L'únic bastió de la llengua i la cultura grega va ser Reggio, la qual a través de la Via Popilia unia el port amb Roma. Les ciutats habitades pels Brucis eren les colònies de Cosenza, Vibo Valentia, Locri, Crotone i Sybaris.

### Període romà d'Orient
Amb la Caiguda de l'Imperi Romà d'Occident, Calàbria va ser devastada per la guerra gòtica (535-554), entre els gots i romans d'Orient, guanyant aquests darrers la disputa territorial. Posteriorment, a causa de la invasió dels longobards els romans d'Orient van perdre gran part d'Itàlia, incloent-hi el nord de Calàbria.
Amb els romans d'Orient va rebre el nom de Calàbria, prèviament utilitzat per designar la península de Salento.
Als segles IX i X, Calàbria era una terra fronterera entre els romans d'Orient i àrabs que s'establiren a Sicília.

### Període musulmà
Killawriya fou el nom que els àrabs van donar a la península de Calàbria.
Els primers musulmans que s'hi van acostar venien segurament de l'Ándalus i recorrien la costa atacant on veien possibilitat i emportant-se botí. Encara que no se'n saben les dates o detalls d'aquestos atacs, ja s'havien produït abans que Asad ibn al-Furat desembarqués a Sicília el 827.
El primer atac important fou el 839/840 (225 de l'hègira). El 842/843 fou ocupada Messina i això va facilitar les incursions musulmanes des de Sicília. Moltes ciutats de Calàbria foren saquejades i algunes fins i tot assetjades per força temps. Tota la península era un territori poc segur sotmès a aquest tipus d'incursions.
La situació va durar força temps fins que els romans d'Orient van decidir posar-hi fi i va enviar a Nicèfor Focas amb una flota; el 885/886 el general romà d'Orient va causar moltes baixes als musulmans; però els sarraïns es van reorganitzar i van passar al contraatac i en els següents tres anys es va organitzar a Sicília una flota que havia d'atacar Calàbria. El 888 els musulmans van iniciar les operacions i després d'un temps de tanteig es va lliurar la batalla de Milazzo en què la flota imperial romana d'Orient fou destruïda. Reggio fou saquejada i l'interior va tornar a ser objecte de constants incursions.
L'emir aglàbida Abu-Ishaq Ibrahim ibn Àhmad (875-902) sembla que a causa d'una malaltia mental va canviar el caràcter progressivament i va esdevenir un dèspota que cometia tota mena de crueltats i abusos. Després de diverses revoltes va abdicar en favor del seu fill Abu-l-Abbàs Abd-Al·lah II ibn Ibrahim el 18 d'octubre del 902; el seu fill era a Sicília i fou cridat a Ifríqiya. Abu-Ishaq Ibrahim, vestit a la manera dels ascetes penedits i rodejat dels ahl al-basair, va anar a combatre a Itàlia del sud (on la seva arribada va provocar el pànic) amenaçant d'anar a conquerir l'Imperi Romà d'Orient via Roma; però tot seguit va buscar el martiri als murs de Cosenza on efectivament va morir el 23 d'octubre del 902. Això va coincidir en el moment més fort de les incursions sarraïnes.
Les incursions importants no es van reprendre fins al temps del kàlbida al-Hàssan ibn Alí que va conquerir altre cop Reggió (950) on va construir una mesquita (que va quedar destruïda el 954) i va arribar fins a Gerace i Cassano allo Ionio. En una segona campanya el 952 va derrotar els romans d'Orient a la rodalia de Gerace que fou assetjada; l'emperador Constantí VII va haver d'acceptar el pagament per les ciutats de Calàbria d'un tribut a l'emir de Sicília. Però el 956 els romans d'Orient reconquerien Reggió, i avançaven cap a Sicília. Finalment es va signar una treva el 960.
Atacs menors per un costat i altre van seguir fins al 982 quan l'emperador Otó II va decidir atacar al mateix temps a romans d'Orient i musulmans; en aquestes circumstàncies, grecs i musulmans es van donar un cert suport un a l'altre. Otó II fou derrotat davant Stilo, prop de Crotona, el 14 de juliol del 982, i va haver de fugir, però els musulmans no van treure profit de la victòria per la mort de l'emir, atès que el fill i successor va optar per una prudent retirada.

### Edat mitjana
Encara van seguir les incursions durant un segle. El 1005 una flota pisana en va destruir una de sarraïna a Reggio. Finalment els musulmans foren definitivament eliminats pels normands el 1060, i aquests la integraren al regne de Sicília.
La decadència iniciada sota els romans d'Orient prosseguí al llarg de l'Edat mitjana. Pere II de Catalunya-Aragó, després de conquerir Sicília, envaí els territoris calabresos sotmesos a Carles d'Anjou i ocupà Reggio (1283). El català Guillem Galceran de Cartellà fou nomenat governador de Calàbria (1286). Jaume el Just continuà la lluita contra els angevins, puix que Calàbria formava part del Regne de les Dues Sicílies; però, per la pau d'Anagni (1295), es comprometé a tornar a Carles II d'Anjou les terres i els castells calabresos que tenia en poder seu. La proclamació d'un rei de la dinastia catalana, Frederic de Sicília (1296), prolongà les hostilitats fins a la pau de Caltabellotta (1302). Finalment (1421) la reina Joana II de Nàpols proclamà Alfons IV de Catalunya-Aragó com a duc de Calàbria i, en ésser coronat rei, reincorporà Calàbria a la corona de Nàpols i de les Dues Sicílies i hi nomenà un virrei.

### Edat moderna
En morir el seu fill Ferran I (1494), Nàpols fou ocupada per Carles VIII d'Anjou; però el rei Ferran II, ajudat per un estol català comandat per Galceran de Requesens, desembarcà a Calàbria i recuperà el regne. Ferran el Catòlic de Catalunya-Aragó, que pel tractat de Granada (1500) s'havia repartit el regne de Nàpols amb Lluís XII de França i s'havia adjudicat Calàbria, hi envià el seu general Gonzalo Fernández de Córdoba, que en una espectacular campanya ocupà Nàpols (1503), proclamà rei Ferran II i envià captiu a València el primogènit Ferran d'Aragó, duc de Calàbria. Aquesta situació fou terreny propici per a les revoltes, de les quals cal esmentar la del 1459, dirigida pel noble català Antoni de Centelles, casat amb Enrichetta Ruffo, d'antiga família calabresa, i la del 1599, dirigida per Tommaso Campanella, que intentava d'implantar una república teocràtica perfecta.

### Època contemporània
Les guerres i les revoltes agreujaren una situació ja perjudicada pels terratrèmols, la malària i la manca de comunicacions i originaren un bandolerisme endèmic. Les greus tensions entre la noblesa i els camperols foren aprofitades per la facció reaccionària del cardenal Ruffo, que pel febrer del 1799 organitzà una insurrecció camperola contra la República Partenopea. L'ocupació napoleònica (1806-1810) no gaudí del favor popular, malgrat l'abolició legal del feudalisme.
El segle xix visqué una gran agitació per part del moviment carbonari i patriòtic; pel maig del 1848 es produí un primer aixecament anti-borbònic, i el 1860 un altre, aprofitat per Giuseppe Garibaldi, el qual hi desembarcà el 20 d'agost per dirigir la lluita. Pel desembre del 1861 hi desembarcà el general català Josep Borges per restaurar el rei de Nàpols Francesc II, però fou vençut i afusellat. Integrada al regne d'Itàlia, formà una de les regions més endarrerides en el marc del subdesenvolupament del Mezzogiorno, situació agreujada per la màfia local 'Ndrangheta. L'elecció de Catanzaro com a capital de la regió (juny del 1970) produí greus avalots a Reggio de Calàbria, que es considera amb el dret exclusiu de la capitalitat, i també a Catanzaro.

## Gastronomia

### Embotits

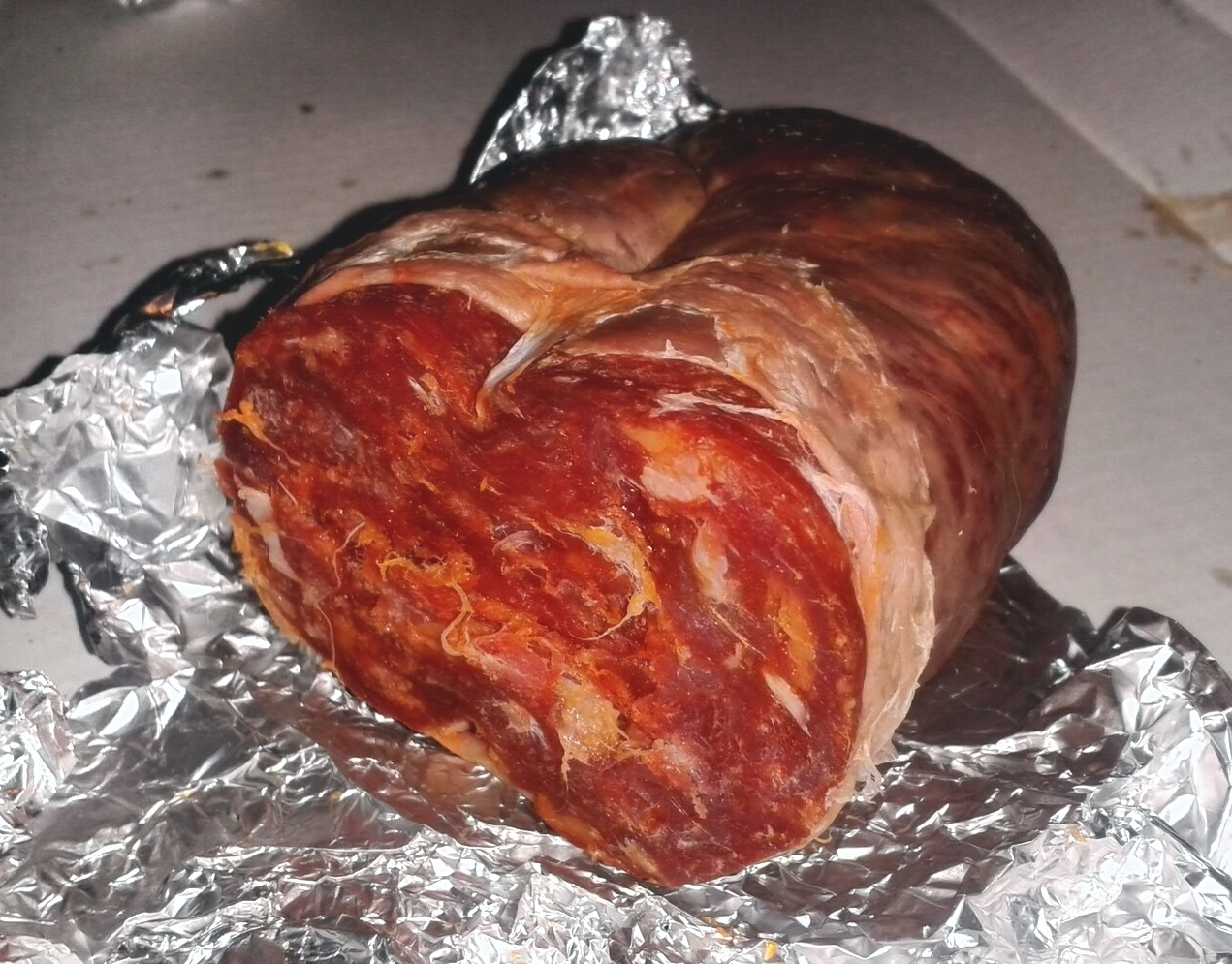
Soppressata di Calabria

- Soppressata de Calàbria: S'obté amb carn de porc tallada a trossos i a la qual s'afegeix pebre negre, pebre vermell, pebre coent i sal. És un embotit amb DOP.[1]

- Salsiccia di Calabria (Salsitxa de Calàbria): S'obté amb carn triturada de porc ben mesclada amb mantega de porc, ingredients aromàtics i diversos additius. És un embotit amb DOP.[2]

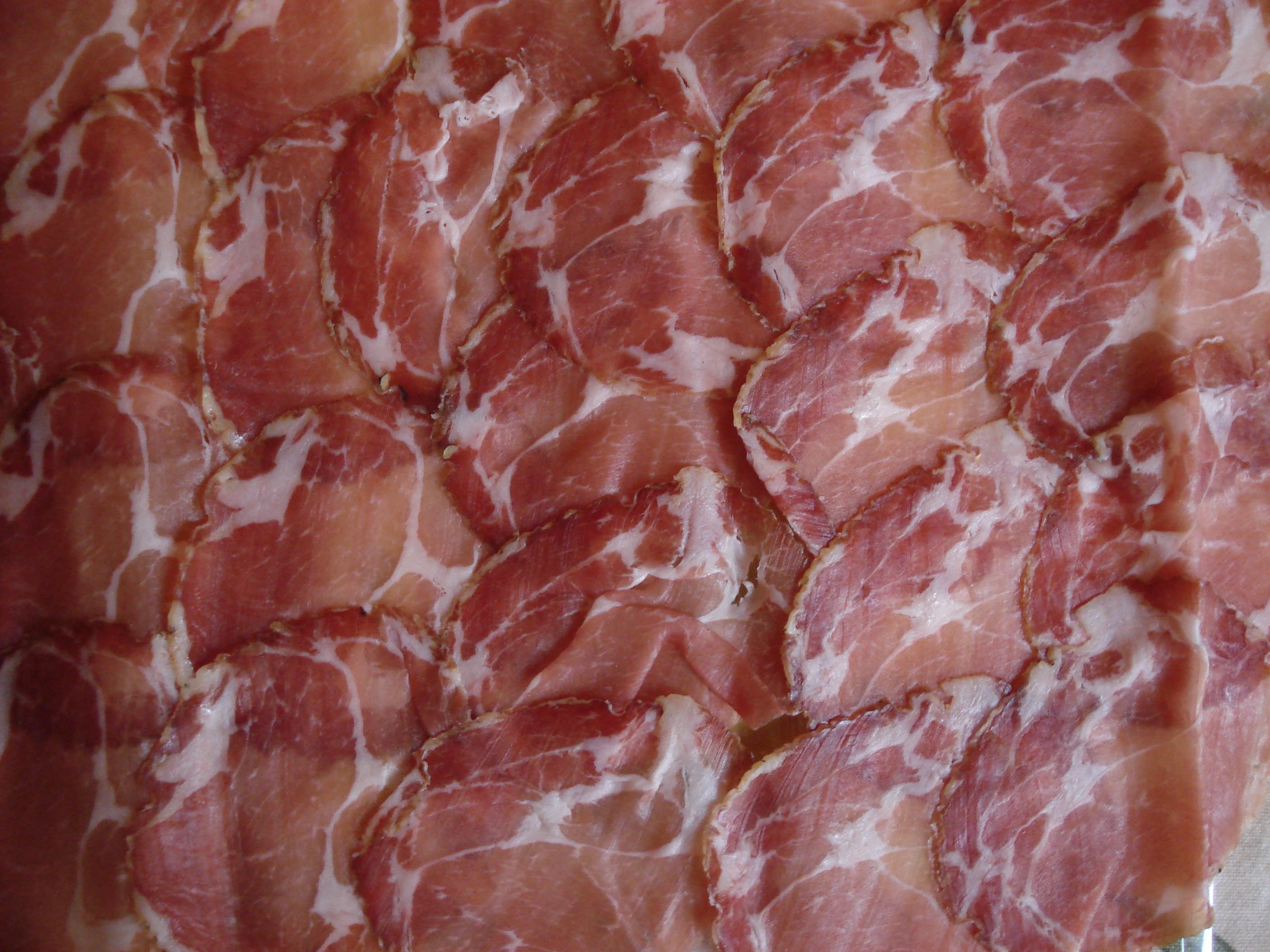
Capocollo di Calabria

- Capocollo di Calabria: Es prepara usant la part superior del llom de porc, desossada i se seca amb sal.És un embotit amb DOP.[3]

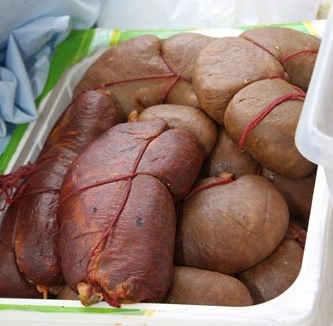
'Nduja

- 'Nduja di Spilinga: És un dels embotits més famosos. Es prepara amb les parts greixoses del porc les quals es molen amb una picadora de carn, afegint-hi pebre vermell coent de Calàbria i sal. A continuació es fuma i s'envelleix de manera natural. El producte té una textura cremosa i es consumeix estenent-lo sobre pa torrat o es fa servir com a salsa per a plats de pasta. Es produeix principalment a la zona de Spilinga però s'ha estès per tota la regió i per tot Itàlia.[4]

### Plats cuinats

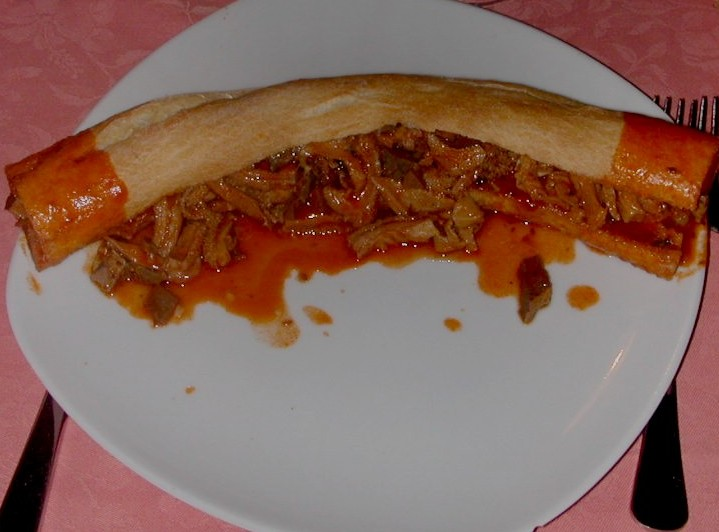
Morzello

- Morzello (o Morzeddhu en dialecte de Catanzaro): És l'autèntic plat fort de la cuina de Calàbria, i conegut per tot Itàlia. Té un sabor i aroma únics. Els orígens del Morzello es poden establir a la província de Catanzaro, encara que el seu nom deriva de l'espanyol almuerzo.[5] Els ingredients originals d'aquest plat són les entranyes de la vedella (cor, pulmons, melsa, fetge, estómac, budell), tomàquet concentrat, pebrot picant, sal, orenga i llorer. Es pot servir en plat o, com mana la tradició, amb el tipic pa de Catanzaro que és com una rosca aixafada i amb poca molla; el Morz<ello es posa al centre del pa.

### Dolços
- El Buccunotto” de Mormanno: És un dolç amb forma rodona, ovalada o de cistella, fet amb ametlles picades i xocolata o amb melmelada. Les seves dimensions són 4 cm i un pes de 100g, està molt difós a la província de Cosenza, sobretot en els municipis d'Acri, Altomonte i Mormanno. Segons tradició es pot menjar d'una sola mossegada, i per això es diu buccunotto.[6]

- El Mostacciolo de Soriano Calabro: El "mostacciolo" és un dolç tradicional de Soriano però s'ha estès per tota Calàbria. L'origen del mostacciolo és grec. Són galetes dures fets de farina i mel (i en alguns casos també amb most de vi calent), amb diferents formes (peixos, cistelles, cavalls, dones, cors ...).[7]

- El torró de Bagnara: Està fet a base d'ametlles i mel, amb formes rectangulars o rodones i de dimensions petites, blanc i cobert de xocolata o sucre. És un dolç nadalenc.[8]

- El Tartufo de Pizzo: Es tracta d'un gelat amb forma de semiesfera amb un cor de xocolata amarg fus i cobert amb un polsim de cacau amarg. Ha estat anomenat "Tartufo" (trufa en català) per la seva forma esfèrica imperfecta i el color (cacau en pols) recorden la famosa trufa negra.[9]

### Formatges
- Caciocavallo Silano DOP: És un dels formatges més famosos de Calàbria. Per a la producció d'un sol quilogram d'aquest formatge són necessaris deu litres de llet. El no de Silano deriva de la zona inicial de la seva producció, la Calàbria Silana. Actualment la zona de producció s'estén a moltes àrees del sud d'Itàlia. De la seva producció ja la va esmentar Hipòcrates el 500 aC discorrent sobre l'art utilitzat pels grecs en la preparació del "Cacio". El nom deriva probablement de l'antic costum de penjar les peces de formatge a cavall d'un pal horitzontal; segons altres, el nom ve de la seva forma, que recorda a l'efígie del cap d'un cavall. És un formatge semi-dur fet de pasta filada de forma ovalada o tronco-cònica, amb cap o sense, amb llet de vaca deixada madurar almenys 15 dies.[10]

- Pecorino del Monte Poro : És un formatge d'ovella (pecora en italia és ovella) i és considerat un dels millors del sud d'Itàlia. Té una forma cilíndrica amb costats plans.[11]

- Pecorino Crotonese: A Calàbria rep el nom de "il formaggio santo" ("el formatge sant"), ja que, segons la llegenda, va ser ofert pels pastors, juntament amb pa casolà i vi, a aquell frare humil rodamón, que més tard es convertirà en el Sant taumaturg de Calàbria, Sant Francesc de Paula. Calàbria és la llar de diverses varietats de formatge d'ovella, el més notable dels quals és, precisament, el de Crotone, amb un sabor una mica menys fort que els altres d'ovella del sud d'Itàlia. És un formatge dur i compacte. Els entesos consideren que és un dels millors formatges d'ovella per ratllar, especialment si està ben curat.[12]

### Oli
A Calàbria hi ha olis amb DOP com el Brutio: "Brutio" i el Lametia.

### Vins
Ja els grecs varen portar ceps de la mare pàtria començant a produir el vi que encara avui es produeix. Els camperols d'aquesta regió ha acumulat, durant segles, uns coneixements d'enologia d'incalculable valor, amb influència en les diverses combinacions de vinyes, ambients i tècniques de vinificació. També avui, un característica dels vins de la Calàbria és la dimensió de les vinyes, ja que cada família té el seu vi produït amb criteris tradicionals i empírics. Actualment la Calàbria produeix 12 vins amb DO que cobreix gairebé 20% de la producció total. La superfície de la regió dedicada a vinyes és de 18 mil hectàrees, on el 20% són a una plana, el 65% a un turó i 15% a la muntanya.
Entre els vins de Calàbria amb denominació d'origen tenim: Bivongi, Cirò, Donnici, Greco di Bianco, Lamezia, Melissa, Pollino, Savuto, Scavigna, Verbicaro.